# 天降之物
《天降之物》（日语：そらのおとしもの）是水無月すう的日本漫畫作品，於2007年開始在角川書店的《月刊少年Ace》開始連載，2014年連載結束後推出了兩話漫畫外傳。在漫畫連載同時也陸續改編成輕小說、電視動畫、劇場版和電子遊戲。
2009年播放第一季電視動畫，2010年播放第二季電視動畫。2010年11月官方釋出有關推出劇場版動畫作品的消息并在2011年6月25日於日本上映，2012年1月6日在台灣上映。2012年3月1日官網宣布决定制作第三季電視動畫，2013年10月25日官網宣布更改製作第三季的決定為劇場版，作為完全新作的該片將於2014年4月26號公開上映。

## 劇情簡介
居住在日本九州福岡縣空美町裡的男主角——櫻井智樹，以和平至上為座右銘，自小睡覺時偶爾夢見同一個夢：一個長了翅膀的女性向自己求救。然後有一天晚上遇到從天而降及自稱是「娱乐型人造天使」的不明生物——伊卡洛斯，伊卡洛斯把降落後見到的第一位人類，也就是智樹稱呼為「主人」，自此兩人同居在一起，開始智樹的脫軌生活……。

## 登場人物

### 主要人物
櫻井智樹（聲：保志總一朗）
本作主人公，座右銘為「和平第一」的普通國中生（2年C班的學生，和伊卡洛斯、寧芙及楚原同班），身高150cm，體重49kg，直到某日天空上掉下一隻不明生物後日子出現轉變。他對天使的那種有意無意的關心，卻感動原本無感情的天使。現在正與伊卡洛斯、寧芙和阿斯特蕾亞生活在一起。外貌普通，偶爾有點帥氣，但實際上大多時間是個白痴，喜歡到學校的女更衣室、澡堂等地方偷窺，對學校女同學的事情（如胸圍、內衣花色等）非常瞭解。幼時因看了楚原的小狗圖案底褲、導致其可怕手刀覺醒而遭痛扁的緣故，所以討厭狗。被學生會會長五月田根美香子和守形英四郎設計陷害而進入新大陸發現社。
遇見伊卡洛斯前經常作夢，夢中出現長著翅膀面容不清的女子（代達羅斯）向其求救，夢醒後會流淚，但是在伊卡洛斯出現後夢境開始出現轉變。其夢境後來被發現與西那普斯相連，守形多次利用Dive Game進入調查。
不論在動畫及漫畫中，智樹經常裸體出鏡，即使被女孩子看見也不會介意。但奇怪的是至今沒有對伊卡洛斯做出色情行為。推測是因為喜歡伊卡洛斯的緣故。
據推測是遭美香子以去電擊胯下股體，令胯下有發射能量波的能力，威力強大得甚至可擊穿伊卡洛斯的「Aegis」防禦圈。但是似乎必須要本人累積一定的損傷或者一定程度的「覺悟」後，才能夠使用這個能力。
在伊卡洛斯提出去沒有人的地方時，想到伊卡洛斯的付出有感而發，隨後注意到身旁有兩個伊卡洛斯（一個受傷倒地，一個身邊駕著）時，還沒搞清楚狀況就被駕著自己的伊卡洛斯·梅蘭打傷。
漫畫68話與楚原穿越時空回到童年時代，重新體驗自己幼時的時光，還和幼時的自己交流一番，之後才想起那天有奇怪的哥哥出現過。意外的發現一件和自己記憶中不符合的事情，儘管當下頭痛，卻沒有馬上想起來。
雖然嘴巴常說追求和平第一的平凡生活，經常把麻煩禍因牽拖身邊的人造天使們。但事實上，除人造天使外，還有行事瘋狂的守形學長和腹黑且倫理崩壞的五月田根學姐必會替他製造更多問題，還有幼年時親自打造的奪命手刀女楚原，再加上自己也常有不正常的行為，這些條件就足以讓他過著非凡的生活。
漫畫70話時遇見向他索吻的卡俄斯，智樹說「長大點再說吧」後，卡俄斯啟動潘朵拉進化為大人，讓智樹明白卡俄斯人造天使的身分。
漫畫71話中得知卡俄斯「吃掉」日和的原因是因為他於某天說出：「人造天使什麼的別給我回來！」而想自己頭腦好一點所以「吃掉」日和後自己刺向卡俄斯的黑色鋼翼，經伊卡洛斯診症後得知傷勢極為嚴重，但最終於72話受到奧蕾迦娜的治療下甦醒。
漫畫77話中因伊卡洛斯的犧牲而來到西納普斯，並使用伊卡洛斯的可變雙翼系統核心（智樹稱為人造天使的心靈）打倒米諾斯（但沒有殺死他），其後到達石板所在處發現義經的屍體，後利用守形的滑翔傘去到西納普斯人們冬眠的巨蛋建築物時，發現代達羅斯並得知楚原就是代達羅斯，之後和代達羅斯一起再次去到石板所在處，打算停止守形的願望，然而石板僅剩的最後一行被守形的願望用掉了，但守形和美香子留下已經完成的破解程式，使得石板上守形的願望被消除，最終智樹許了「把大家…回到原來」的願望令地上的所有人（包括人造天使）復活，並回到原來的世界。
擁有技能：
- 胯下能量炮：從胯下發射超弩級的能量波，威力大到可驅散雲霧或擊穿伊卡洛斯的Aegis（請見漫畫第53話）。

櫻井智子（聲：藤田咲）
智樹利用守形的卡片（實為守形先前向伊卡洛斯借的）變出量子轉換器再將自己身體重組並性別轉換後變成的女孩子。雖然身體被重組但記憶和性格都維持智樹的模式，另外型態也不能完全穩定維持，除了可由量子轉換器轉變回來外，自身情緒變動也會造成失效。第一次性轉是為了偷窺女子澡堂，後來因自身太興奮導致機器失效而曝光，同時也讓楚原等人記住智子即為智樹的事並提高警覺，讓智樹無法在她們面前再變成智子動歪腦筋（一次要光明正大闖入網球社卻半途而廢即此原因）。動畫第一季第14話時因惹毛楚原而被她砸毀量子轉換器，因此一段時間智樹都無法再變成智子。漫畫第42話智樹被楚原用手刀切斷下體，同時斷體接觸到掉落的卡片導致縮小版的自己與智子分裂，分裂的智子反而有著與智樹相反的純情少女情懷，後因看到裸體與內褲恢復了變態性格。動畫第二季時伊卡洛斯已把量子轉換器修好讓智子可以再度現身並先拿阿斯特蕾亞試刀，結果中途被楚原發現而失敗。在祭典的色情釣魚時智樹本堅決不參加卻得知比賽內容後再度性轉為智子的身份參賽。
日和曾在剧场版哀的女神里透露过，其它智树不存在的平行世界终在西普那斯的统治下毁灭，学长对此表现非常失望。
伊卡洛斯（聲：早見沙織）
本作主要女主角，第一隻未確認生物，身高162cm，體重48kg，B88（E罩杯）/W57/H85，戰略用第一代人造天使Type α「Ikaros」（但剛開始時記憶遭封印而自稱是娛樂用）。在第一代人造天使中擁有極高的戰鬥力和電算能力，但感情控制極弱（所以臉部總是只能擺著一副無口的表情，高興或難過的反應也稍慢）。性能為耐壓潛深3000公尺，水下無氧氣可持續活動時間720小時（因不能游泳，故只能在水底步行，活動太久關節會有類似生鏽的聲音，但久了會自動修復），飛行速度可達24馬赫（約30000km/hr）。裝配永久追尾空對空飛彈「Artemis」、絕對防禦圈「Aegsis」，以及輕易毀滅一個國家的最終兵器「Apollon」，具備自我修復程序。別號「空之女王」（[Uranus Queen] 错误：{{Lang}}：无效参数：|3=（帮助））。平時戰略形態遭到封印，只以玩賞用型態進行生活，而情緒出現重大刺激時會解放部分力量，在寧芙入侵解除記憶系統後才回覆原始型態，並可以自身意志決定型態。外貌為粉色的頭髮和碧綠色（動畫中備戰時會變成黃色，進入戰鬥狀態時則變成紅色，並且在備戰及戰鬥狀態時雙眼的瞳孔都會有所改變，與一般生活狀態時不同。）的雙眼，翅膀為粉色羽翼且可大幅變形（可變雙翼系統）。
在某日晚上12點時自空中掉落並接納智樹成為其主人，之後一直住在智樹家中。此外因不明原因十分喜歡西瓜（動畫第2季第1話曾拿著壞掉的地球儀，推測是喜歡球狀物品），還在後院種植西瓜田，曾以「Artemis」消滅田中害蟲。時常帶著一顆特別寶貝的西瓜，甚至可以為了西瓜不惜抹殺（包括智樹在內）手上擁有那顆西瓜的任何人。
在課業上是100%的完美超人，遠遠凌駕楚原之上，這也讓楚原陷入挫折感。對樂器不在行，但在唱歌方面相當優異，擁有美妙的聲線，曾在學園祭為新大陸發現部所組的樂團擔任主唱，讓全校和私校的學生大幅震驚。
不知為何喜歡玩木偶，喜歡把它的頭不斷地拿出放入，只要有誰令到木偶有任何損傷就會不惜抹殺令木偶受傷的人。同時也很喜歡圓圓的小雞，只要有讓小雞受傷的人也會加以制裁，當寧芙和阿斯特雷亞吵架時，常常會不小心踩到小雞，因而使伊卡洛斯動怒，但最後受傷的總是剛好經過的智樹。在漫畫55話為保護寧芙及阿斯特蕾亞，以身體抵擋伊卡洛斯．梅蘭的Apollon攻擊被重創，後因潘朵拉起動而進化。
曾在遠古時被當時西納普斯的主人下令攻擊地面，但幾乎將地面毀滅殆盡的時候突然故障而緊急著陸，並遇上一人類且與其銘刻後被下令反攻擊西納普斯，因當時沒有宙斯的保護，西納普斯一瞬間便毀於一旦，後來僅靠著少量兵器和四隻天使（β，Δ，γ）的力量制服，並被植入沒經許可接近西納普斯便會啟動的自燃裝置。
漫畫76話智樹在不知情的狀況下要她帶他到西納普斯，伊卡洛斯在飛往西納普斯時說出自燃裝置的事，原本智樹要她馬上回去，但被伊卡洛斯拒絕，隨後啟動自燃。
漫畫77話終於能微笑得說出自己對智樹的感情，隨後身體焚毀，只剩下可變雙翼的核心，最終因智樹在石板的願望而復活。
進化後的伊卡洛斯擁有雙重可變翼，戰鬥力也大幅提升，感情表達更豐富。得知智樹受重傷後，悲憤的伊卡洛斯即向伊卡洛斯．梅蘭反擊，瞬間擊墜所有敵人。
喜歡智樹，在智樹和寧芙太親密時會吃醋，但卻無法理解，而此時自身動力爐會感到刺痛（在動畫版第十四集時已能接受寧芙）。
當智樹遇到麻煩時，頭上會有一小搓頭髮（呆毛）豎起不停晃動同時發出嗶嗶聲。
在學校化名為「威伽露主」（日文發音（いかろす）與伊卡洛斯（イカロス）相同），且根據鞋櫃裡曾出現大量情書看來是頗受學校男生歡迎。
與寧芙（β）及阿斯特莉亞（Δ）不同的是切換成戰鬥模式時頭上會有光環，而且頭髮會略微豎起。（有點類似變成刺蝟頭一般，只是沒那麼明顯）
名字由來為希臘神話中，自己用父親代達羅斯所製作的門紙羽翼飛上天，卻因飛行所帶來的喜悅感受而越飛越高導致太靠近太陽導致門紙羽翼融化墜海身亡的少年。
2012年ISML國際最萌大會獲得紫水晶手鐲。
擁有武裝：
- Artemis（永久追尾空對空導彈）：發射後會有數支導彈追尋目標，動畫第8集對戰寧芙初次使用。
- Artemis II：經強化的Artemis，每發最大威力足以擊毀一台伊卡洛斯．梅蘭。
- Aegis（絕對防禦網）：堅硬的防禦網，第8集對戰寧芙初次使用。
- Aegis II：強化的Aegis，可將攻擊的軌道修正且反彈。
- Aegshis Power Mode：僅在劇場版出現，Agesis的大威力模式，範圍中產生的重力場可讓常人在內站立。發動時翅膀和戰鬥服黑色線條都會發出紅光。
- Hephaestus（超高熱壓縮對艦炮）：巨型大炮，僅在漫畫出現。
- Hephpaestus II（超高熱壓縮對艦炮二式）：強化的雙管巨型大炮，僅在漫畫出現，威力遠勝一型。
- Apollon（最終兵器）：一把附有烈焰的弓箭，可輕易把一個國家毀滅。
- 自我修復程式：能快速恢復身上所有傷勢，但此程式似乎還是能破壞的。
- Uranus System（空之女王系統）：僅在動畫中出現，伊卡洛斯的主要戰鬥系統，召喚出戰艦攻擊敵人。在第二季第八話中，使用該系統與卡俄斯對戰，被卡俄斯破壞一部分後，將其變成飛行戰艦，並與卡俄斯一起沉入深海中，之后因负载太大而一直没有启用。

寧芙（聲：野水伊織）
本作女主角之一，作品中第二隻未確認生物，電子戰用第一代人造天使Type β「Nymph」。身高139cm，體重29kg，B72（B罩杯）/W45/H68，在第一代人造天使中擁有極高的感情控制和電算能力，但直接攻擊能力不高。裝配對所有物體（包括人類甚至植物）進行入侵及干擾的能力，可進行隱形的反認知系統，以口部發射超音波震動子—「Paradise Song」為攻擊手段，但威力不高。外貌為藍色綁雙馬尾的頭髮和碧藍色的雙眼，翅膀為半透明且發散七色光芒（動畫中可隱形），胸圍和個子是在人造天使中最小的（不計小孩型態的卡俄斯），所以經常被奧蕾迦娜稱為平胸，典型的蘿莉身體。
原先接受米諾斯的命令帶回伊卡洛斯，但是反被解放記憶的伊卡洛斯擊退，因而被主人毆打及啟動身上的計時炸彈，事後因拒絕幫助哈比而被撕毀翅膀，失去翅膀後能力也大幅下降，後來得到智樹等人幫助獲得自由，目前和伊卡洛斯、阿斯特蕾亞寄居在智樹家中。喜歡智樹，但是卻不敢說，偏向傲嬌的性格。與卡俄斯的一戰結束後，重新長出翅膀並恢復訊息處理能力。在漫畫40話中要求智樹下達命令，在智樹內心交戰後，終於下達「不可以輸」命令，其翅膀也出現可變化的能力、力量也增強並擊敗日和，之後智樹正式成為她的主人。55話中受黑色人造天使入侵，令潘朵拉系統起動，正式進化成第二形態，配備基本粒子干擾系統「Aphrrodite」，可作大範圍入侵。惟寧芙本身核心出力低，攻擊不持久。
在唱歌時會不自覺發動「超音波震動子」，聲音恐怖到能夠讓附近的動物哀號以及讓農作物枯萎，甚至還能剝奪人類的語言能力。但她對樂器很在行。
擅長用黑客系統入侵別人，曾於未經嘗試下勉強以黑客系統入侵植物，試圖令西瓜快速成長，雖然成功但控制不良導致西瓜過度進化，變成怪物還波及本事置在外的智樹，結果惹伊卡洛斯發怒，但因為及時嫁禍給阿斯特蕾亞而沒受遭殃。
稱呼伊卡洛斯為Alpha（即α的讀音）；對阿斯特蕾亞為Delta（即Δ的讀音）。
雖沒阿斯特蕾亞般貪吃但也很愛吃零食，經常仗著較聰明且是前輩的地位欺負並吃掉阿斯特蕾亞的食物。除此之外不知為何喜歡看不论劇情的肥皂劇。
由於曾失去翅膀以及思考模式較為正常的因素，在三隻人造天使中較能融入人類生活，但因人造天使的設定性格因此偶爾會希望他人對她下令；在漫畫番外篇中曾說過內衣褲都是「下流的東西」，故此經常痛扁智樹。
打掃能力十分的差。
漫畫70話時發現因卡俄斯而死的日和，憤怒的向卡俄斯的所在地衝去且想當埸殺死她，最後被伊卡洛斯和阿斯特蕾亞聯手阻止。後於74話與阿斯特蕾亞一起飛向西納普斯阻止石板的發動，並成功潛入西納普斯的心臟地帶，但用盡所有氣力而被米諾斯和若干伊卡洛斯．梅蘭包圍。後來與米諾斯重新銘刻而獲取起爆代碼並引爆身上炸彈，在臨死前想起與智樹生活的種種片段後成功以生命為代價炸毀宙斯的核心，最終因身體完全損毀，無法修復。
漫畫77話因智樹在石板的願望而復活。
名字由來為希臘神話中，居於水池畔的女神。
擁有武裝：
- Paradise Song（超音波震動子、天國之歌）：口部發射音波炮，對人造天使攻擊力不高。
- Aphrodite（基本粒子干擾系統）：用作大範圍入侵（短暫發動後會強制冷卻，即寧芙會昏迷或累倒）。
- Hacking Field：僅在動畫中出現，可在特定範圍內強化己方人造天使攻擊，如改變導彈彈道，強化光子劍等。

阿斯特蕾亞（聲：福原香織）
本作女主角之一，故事中第四隻未確認生物，身高159cm，體重48kg，B91（G罩杯）/W56/H86，局部戰鬥用第一代人造天使Type Δ「Astraea」。在第一代人造天使中擁有極高的感情控制和戰鬥力，但電算能力極弱（簡言之就是笨蛋，根據代達羅斯表示：「我之所以不給她加上電算能力是因為她沒這個必要」）。裝配天使機器人中最高機動力與加速能力的翅膀、由Aegsis改良而成的區域型防禦盾Aegsis=L、足以破壞Aegsis防禦圈的超震動光子劍Chrysaor，擁有最強矛與盾的天使，近戰方面無人能及（近距離連伊卡洛斯都可能被打敗），但Aegsis=L使用上不能持久，同時也沒有遠距離攻擊手段，加上沒甚麼電算能力，因此一旦被對手拉開距離就相當危險。外貌為金色頭髮和紅色的雙眼，翅膀為白色羽翼，胸圍是在三隻人造天使中最大的，本性不愛戰鬥。
為西納普斯派遣接替被解放的寧芙的任務進行抹殺櫻井智樹的人造天使。首次刺殺正在禪寺修行的智樹時，被覺悟的智樹以「智樹六道地獄」惡整一番，倉皇撤退，並一度機能停止，結果因此被守形捕獲而被套話說出自己與西納普斯部分的機密。在暗殺失敗多次後因卡奧斯來襲的緣故和受智樹的影響，想做自己的決定，並漸漸對智樹有好感而自行扯斷鎖鏈，脫離西那普斯，在漫畫48話中才發現自己喜歡智樹。與卡俄斯再戰時因為寧芙展開Hacking Field，使她的戰力提升至可以打敗卡俄斯。55話中所有武裝自經過與伊卡洛斯·梅蘭及卡俄斯一戰後損毀，此後幾乎完全失去戰鬥力（由於動畫及漫畫版的內容有差異， 此處即是其中之一）。
雖然有超越伊卡洛斯的近戰能力，但當事人則十分尊敬及害怕伊卡洛斯前辈。
除了過人戰鬥力之外，為了吃東西有時會做出超常的白癡舉動（動畫中曾進獸閘和動物搶食）。
經常因為爭吃零食等小事和寧芙（β）吵鬧，是櫻井家地位最小者（不算卡俄斯），亦常遭寧芙欺負，被當成惡作劇的對象，甚至被當成防禦伊卡洛斯「怒火」的擋毀。
漫畫74話中與寧芙一起飛向西納普斯阻止石板的發動，中途遇上卡俄斯而為了拖延時間與她對戰，在對戰途中成功啟動潘朵拉系統進化兩次，但最終以自己為卡俄斯的姐姐而要守護她為理由與將要自爆的卡俄斯同歸而盡，身體完全損毀，無法修復。
漫畫77話因智樹在石板的願望而復活。
名字由來為希臘神話中的正義女神。
擁有武裝：
- Chrysaor超震動光子劍（黃金之槍）：威力足以破壞Aegis防禦圈，在與伊卡洛斯·梅蘭之戰損毀，後在74話成功啟動潘朵拉系統後回復。
- Chryysaor II：超震動光子劍的進化型，可變為遠程發射。
- Aegosis=L（區域型防禦盾）：比原型能更快開啟，不能長時間使用，且只能局部防禦。
- Photons Wings（多面光子力之翼）：於漫畫75集阿斯特蕾亞成功啟動潘朵拉系統進化後首次出現，啟動後背部會長出長達十多米的光翼，並把移動速度提升至光速。

見月楚原（聲：美名）
本作女主角之一，身高158cm，體重49kg，B92（F罩杯）/W59/H84，智樹的鄰居兼青梅竹馬，小時候由於身體虛弱無法上學，因此長時間獨自一人，後來智樹爬上她的房間及發生往後許多事情後，智樹成為她的第一個朋友。喜歡智樹，但喜歡智樹太色情，似乎常做跟智樹的春夢，而且似乎還稍帶著M的傾向。非常喜歡茄子，每次看到獎金所想到的都是能買多少袋茄子，(加上与对智树幻想）甚至因此瘋狂失去理性。很在意智樹和伊卡洛斯及風音日和的關係。幼時為了鍛鍊體力（测试电视节目里看到的东西）跟智樹做訓練，因被看到小狗圖案內褲因愤怒而意外讓她領悟「殺人手刀」（因此智樹從此便自毀將來夢想的平凡生活），每次面對智樹的騷擾與白痴行為皆會使用手刀加以制裁。
英文程度極差，會把蘋果的發音「apple」唸成「阿剖喔」，唸英文時聲音如同殺豬。
她所做的煎雞蛋具有生化武器級的恐怖程度，進食者皆會中毒瀕死。
在智樹的爺爺離家出走後，即是智樹11歲的時候便開始照顧智樹如叫他起床，直至伊卡洛斯住在智樹家裡。
漫畫61話已經表白喜歡智樹， 可是智樹卻在做日常對女生做的事情（揉胸）因此沒有聽到。
漫畫68話與智樹穿越時空回到童年時代，她查覺到想不起來自己在小時候虛弱的身體是從什麼時候開始變好的。
漫畫72話因西納普斯的顯現而消失。
漫畫77話得知楚原是代達羅斯夢中的身份，真正的楚原早在智樹小時候時便因病而死，代達羅斯不希望智樹就此忘記有關楚原的記憶，但同樣的夢是無法再度夢見，於是創造出複製品的楚原，最終代達羅斯透過智樹在石板的願望而再次創造出楚原，並一起回到地面世界，被智樹評為「殺人手刀女X2」。
絕招是手刀，但漫畫及動畫均以右手為主。左手甚少使用，而使用左手的時候多數是因為堤也在和兩人也是在教訓智樹母子而由堤使用右手教訓智代由楚原使用左手教訓智樹。
風音日和（聲：日笠陽子）
本作（動畫劇場版）女主角之一，B82（C罩杯）/W49/H80（漫畫第12卷），在漫畫24話、動畫第二季第5集初次登場。守形在侵入西納普斯的巨蛋建築物時，所見到的冬眠中西納普斯少女。在夢中為空美中學的學生，而且是空美中學「最希望成為女朋友人選」調查中排名第一，喜歡智樹，在劇場版中很小的時候和智樹玩過一次，但智樹忘記跟她有關的記憶。漫畫34話中在現實世界出場，並要求加入新大陸發現部。37話中自己描述有兩個弟弟，每天都照顧他們吃早餐後才上學（但他們從沒有在漫畫和劇場版中出現），這是因為雙親在兩年前死去了，自己負起照顧家人的責任，並同時向智樹正式表白心中的愛意。38話中揭曉其真身在西納普斯，地面上的她是藉由「作夢遊戲機」創造出來的分身（地面上的一切對她而言都是夢的一部份），並於當集中與智樹在散步時（劇場版則是在幫過馬路跌倒的小孩時）分身遭計程車撞死，以致「惡夢」強制結束而本體甦醒，連帶知道她本體的人記憶也跟著一起消失，但是智樹的記憶卻並未隨之一起消失，於39話時被米諾斯改造成人造天使ζ「Zeta」（在漫畫中為Ζ）的身份出現（因為天氣因素對天使沒有影響，所以伊卡洛斯她們沒有事先察覺到）。
漫畫40話被寧芙植入病毒而脫離西納普斯的控制。根據39話和40話可以確認，日和擁有操縱天氣的能力（劇場版則是時間與空間）。
漫畫44話同樣是寧芙歌聲的受害者。
漫畫61話表明即使被智樹揉胸也不介意，條件是要智樹和她交往。由出場開始至今都是如一地喜歡智樹，表白也是直接了當。（个人其实很害羞）
動畫第2部12話預告風音日和將在2011年播出劇場版登場（但在第2集及第10集中的游泳池也有出場過）。
劇場版中為了避免時空炸彈爆炸吻別智樹後引爆炸弹犧牲，但據劇場版最終畫面及日本角川官方聲明：「為尊重水無月先生之意見與原創內容，將會在此結束該角色（日和）的劇情部分」推測，日和應是使用Kairoos的能力返回空美町。
非常有行動力，在漫畫40話及劇場版中的最後都有和智樹接吻。
漫画69话为了使智树对她产生好感，多次要求与他接吻，并邀請寧芙一起买可愛衣服共同诱惑智树。
漫畫70話中遭到卡俄斯的攻擊，在巨大的實力差面前無法反抗，因而絕望的大哭，問卡俄斯為什麼要做這麼過份的事情卻在過程受傷時碰巧獲得了卡俄斯的記憶，因而憐憫卡俄斯，無法棄她於不顧，因此將刀刃刺入自己的胸口，把自己的記憶傳輸給卡俄斯，最終無法實現與寧芺的約定傷重死亡。
漫畫77話因智樹在石板的願望而復活，並被智樹評為「隨時親過來的學校第一美少女」。
擁有武裝：
漫畫版
- Demeter（氣象干擾器）：可以操縱風、氣壓、雲霧的戰鬥用裝置，在70話當中被卡俄斯摧毀。

劇場版（動畫版）
- Katiros（時間與空間干擾裝置）：

攻擊狀態是以移動敵人的空間或回溯時間至手杖攻擊範圍內再擊開，或純粹轉移空間將敵人拋出去。還擁有可將特定地面區域回溯至以前樣貌的能力。
防禦狀態是可初始化敵人對她發動攻擊的武器（如將阿斯特蕾亞的超震動光子劍關閉），以及可擋住任何攻擊的堅固立方體狀空間。
據寧芙說使用過久會因過度干涉現實導致次元錯亂，並會擴大日和身上搭載的時空炸彈影響範圍。
背後的十字架裝置也有發動雷擊的能力。
守形英四郎（聲：鈴木達央）
本作主要男配角，身高172cm，體重58kg，智樹的學長，發現新大陸社社長，戰鬥技巧非常高、頭腦聰明，執著於以飛行發現新大陸，被週遭視為宅男；數度被智樹以「探索新大陸」為藉口哄騙，成為偷窺的共犯。與美香子熟識，過去似乎和五月田根家有些關係。
由於某些緣故不被家族承認，（小时因为自己闹别扭间接导致家族的继承人他哥死亡，后来一直后悔并以寻找新大陆为借口其实想改变这世界）直自己住在河邊帳篷，靠著在學校農耕和河邊漁獵，過著自給自足的生活。動畫中雪球戰結束後美香子問「你還不回家嗎？」守形回答「你都清楚還問什麼，根本無家可歸」。漫畫58話被稱為「那個守形」時使他態度轉變。漫畫67話回到家族一趟，但依舊被漠視而再度離家，該話亦表明其父親是政界人士。
常用Diven Game潛入智樹的夢境（也就是西那普斯），但太常行動而被哈比發現，不過都事先計算好被捕時機，精準地在被抓到時成功藉寧芙的幫助脫逃。
漫畫71話被卡俄斯擄走並飛往西納普斯找尋「規則」（石板），了解到石板上文字的真正意義，並遇見自己小時候的幻象，在其悲慘命運的驅動下啟動了石板「規則」，後因義經的鼓勵而開始破解石板，但破解速度太慢而想找尋代達羅斯，卻遭伊卡洛斯·梅蘭重創。
漫畫74話向智樹說出自己為何被家族討厭和尋找新大陸的原因後瀕臨死亡，之後被美香子救走。
漫畫77話中被智樹評為「飛在天上的笨蛋」。
在天降之物的後傳作品《超喜歡!!魔法天使柯科茉》中為二十歲，為主角的房客，身分是在外工讀、積欠房租的大學生（積欠了將近半年），自高中時來到花美鎮，隨身帶著一枚傳送裝置，持續為了解開新大陸的迷團而努力著，在此作品中仍扮演著關鍵性角色，並曾提到以前惹朋友生氣以及風音日和事件的往事。
五月田根美香子（聲：高垣彩陽）
本作主要女配角，身高163cm，體重46kg，B83/W56/H80，空美中學的學生會長，在會長室掛著世界征服的匾額，是個家中為地方黑道的美女，個性腹黑但偶爾會變得很溫柔，與守形一樣頭腦聰明、戰鬥技巧高超，右手掌握力四百公斤，但道德觀念幾乎是零，夢想為將都市夷平通通變成原野。
小時候便與守形英四郎熟識，經常一起「玩樂」，似乎有超越青梅竹馬的情愫。
經常在鎮上辦活動，但每次辦的活動幾乎都是害死智樹。
有著非比尋常的運氣，想要大筆零用錢時，就能挖到金礦；想要以大筆利益讓內閣大臣聽命時，便能挖到石油等；需要家庭年收入時，即以電話威脅日本首相......
漫畫72話托奧蕾迦娜傳達以下話句：「終結就是起點，新的開始已經到來，還有將不斷地重複。」。
漫畫74話她不可解地到達西納普斯，補足了守形的破解程式，並將守形救走。
漫畫77話中被智樹評為「恐怕是人類史上最兇的惡」。
在劇場版《天降之物 Final 永遠之我的鳥籠》中可以在伊卡洛斯的回想中看見美香子有長著翅膀出現，以及可以像寧芙一樣入侵伊卡洛斯。加上在石板她说的一句话＂英君，你果然是天才呢＂以此推断她可能是西納普斯的人。（因为她貌似比专门调查过的学长还了解石板并继而完成电脑操作）
在天降之物的後傳作品《超喜歡!!魔法天使柯科茉》中守形曾請美香子替他繳房貸，結果被打得滿頭包，她還質問過守形是不是蘿莉控，甚至在判斷守形外遇時試圖槍決他，但在此作品中完全沒露出全貌過。

### 其他人造天使
哈比（聲：根谷美智子/岡本麻彌）
第三隻未確認生物，第一代量產型伏擊用人造天使γ「Harpy」。身高166公分，體重51公斤。右手裝配利爪，左手可裝配超高溫氣體壓縮炮「Prometheus」。平常姐妹兩人一組的模式進行任務。外貌為金色（姐）與綠色（妹）的頭髮和澄色的雙眼，翅膀為上部白色下部黑色的羽翼（類似鷹的翅膀）。
初登場時對寧芙說是要協助她帶回「空之女王」伊卡洛斯，但實際上只是要利用寧芙的光學迷彩系統以利於近距離狙擊伊卡洛斯，後因寧芙拒絕幫助及對她們攻擊而撕毀寧芙的翅膀，後來遭到了戰鬥系統覺醒後的伊卡洛斯擊退。而後擔任西納普斯的警戒或護衛任務，也會幫米諾斯處理大小雜務，和製作新的人造天使之類的科技產品。
漫畫53話中米諾斯在盛怒下命令執行擊墜伊卡洛斯的任務，而開始質疑主人的正確性（因實力差過大）。
漫畫62話哈比姊妹即便知道毫無勝算還是聽從主人命令去殲滅空之女王。雖然伊卡洛斯不願戰鬥，但寧芙為過去的怨恨而要迎擊，就當戰火一觸即發時，智樹突然現身叫雙方停戰，並以穿著怪異為由帶哈比姊妹去買衣服。面對智樹拿出的服裝哈比姐姐都毫不猶豫的穿上，直到拿出泳裝才知道她害怕露肚臍。因智樹的一番話而產生了某種想法。
漫畫61話面對幾乎沒有未來希望的命令，哈比姐姐的心情非常沉重，哈比妹雖提議不如就像寧芙等人一樣脫離西納普斯在地面生活，但被還忠誠著主人的姐姐拒絕。為不讓親愛的姐姐被破壞，妹妹有意誘使姐姐對智樹產生感覺，讓姐姐不在想著要執行命令。
哈比姐的打掃及料理能力貌似十分好。
現在經過哈比妹妹的計劃，哈比姐姐已經對智樹有了感覺。
漫畫65話中哈比姐姐終於答應要和智樹等人一起居住，這時哈比妹妹就以一起買飲料為由和伊卡洛斯一起飛走，但到了空地後，突然對伊卡洛斯說：「姐姐就拜託你們了」，之後就突然展開超高溫氣體壓縮炮「Prometheus」與其交戰，隨後繼續與前來救援的姊姊一同對敵，並在確認無法傷害伊卡洛斯分毫後啟動項圈炸彈自爆，雖然智樹等人趕往阻止，但因炸彈已啟動而雙雙炸毀身亡。其遺言"希望主人能多一點笑容"這句似乎令米諾斯產生了動搖。
漫畫77話因智樹在石板的願望令哈比姐妹復活，她們仍留在米諾斯身邊。
名字由來為希臘神話的鳥身女妖，同時此字也有「殘酷貪婪的人」之意。
卡俄斯（聲：豐崎愛生）
第五隻未確認生物，第二代人造天使Type ε「Chaos」。身高107公分、體重20公斤（47話，31話為19公斤）。裝配的翅膀具備變形的能力並有強大的破壞力（連空之女王戰艦都遭受損），還具有入侵夢境，改變外貌假扮他人，製造幻覺的能力。原始外貌為金色的頭髮和紫色的雙眼，翅膀為三對類似手術刀般的鋼翼（動畫第二季第10話變為類似剪刀的型態），表面年齡為9~10歲的小女孩（動畫第二季第10話暫時成長到20歲左右的女性），總是身穿黑色的修女服。
西納普斯命令她回收天使機器人的可變雙翼系統的核心，但卡俄斯對命令不太在意，她只想理解讓「姐姐們」之所以背叛西納普斯的「愛」為何物，並藉由戰鬥去理解何謂愛情，然後在阿斯特蕾亞與伊卡洛斯聯手擊退丟置深海中因超高水壓而無法動彈。
在動畫第二季第十話中吸收周遭的生物，翅膀變為類似剪刀的六翅（和原本差異不大），本體急劇成長為成人的體態。由於伊卡洛斯的對話被她誤解成痛苦便是愛，因此第二次找第一世代人造天使（alpha， beta & Delta）戰鬥，讓姐姐們明白自己的愛就是痛苦，可是被三人合作打敗，同時櫻井智樹第二次和她相見，並讓她明白真正的愛是關心而不是痛苦，卡俄斯第一次感受到愛（內心溫暖）並因為戰鬥受傷而失去知覺。其後接受戰後治療，並重新變回小孩子的外貌，動畫第二季最後一集，卡俄斯也成為智樹的家庭成員之一。
以哥哥來稱呼智樹。
漫畫45話吸收了潛藏於深海的賽蓮，翅膀巨大化，讓自己身體被破壞的地方復原，飛行速度最少可達17馬赫。
漫畫46話因為欺負手上的小貓而被智樹責備，後來智樹發現她沒有穿鞋子，隨手找了一雙鞋子給她，讓她感受到真正的愛和關心。其後想回到西納普斯時，被天上的主人以防禦系統「宙斯」攻擊及廢棄處分，但成功逃走。
漫畫47話卡俄斯打算去找智樹，但當下因為智樹被其他三位天使給煩到不行而爆出了「人造天使什麼的都不要回來了!」而再次產生了對愛的誤解，重回深海，造成之後智樹等不到卡俄斯以及日和被殺的遺憾。
漫畫56話吸收了被打倒的伊卡洛斯·梅蘭可變羽翼核心，並使用Artemis、Aegis跟超震動光子劍對付伊卡洛斯、寧芙跟阿斯特蕾亞，但在發射多枚Apollon前一刻突然中止攻擊撤退，最後到智樹病房說「做個好孩子...這樣的話...可以回到大哥哥的身邊嗎?」。
漫畫60話可看出其翅膀已擁有進化後的伊卡洛斯和寧芙以及阿斯特蕾亞等人羽翼的某些特性，但還保留著一部分自己原本的刺刃狀翅翼，戰鬥力強大致西納普斯也無法估計。
漫畫版跟動畫版有差異：在漫畫版中，卡俄斯對戰後直到賽蓮被卡俄斯吸收後，才重返地面。而卡俄斯的事情只有四名天使機器人（伊卡洛斯、寧芙、阿斯特蕾亞、日和）和守形知道，智樹毫不知情（第46話遇上卡俄斯時只當對方是普通小孩子）。動畫版中卡俄斯在第8話遭到空之女王戰艦沉到深海，第10話吸收周遭物進化為成人形態，再度被擊敗，第12話最後跟智樹碰面成為家庭一員。劇場版中在代達羅斯實驗室的冬眠艙內接受調整。
漫畫69話宣稱要吃掉風音。70話卡俄斯自認只要變聰明就能成為好孩子，就可以回到智樹身邊，因而對風音展開壓倒性的獵殺行動，當風音哭訴道「為什麼要做這麼過份的事情？」雖然產生了猶豫，但仍然選擇了動手，之後獲得了卡俄斯記憶的風音，為了讓卡俄斯不在一直孤單下去，自己將刀刃刺入體內把記憶傳給卡俄斯而死，卡俄斯在困惑著「這樣我就能變聰明了嗎？」時，接收到了風音的記憶，明白了自己所作所為所代表的意義後，後悔莫急。之後遵循風音最後的話語，來到智樹面前，要求智樹親吻她，在智樹羞澀的說「長大點再說吧」，並啟動潘朵拉的進化，成為大人的型態。71話遇到因日和之死而極為憤怒的寧芙而被迫開戰，目睹智樹阻擋在他們之間，此時她的黑色鋼翼已使智樹受了重傷，隨後她難過地飛走並說著「我要重新來過」，向著湖邊守形的帳篷飛去，將守形弄暈後飛上西納普斯的最頂端——「規則」（石碑），以其能力讓守形了解石板的文字，並成功誘導守形許下願望。74話與進化後的阿斯特蕾亞戰鬥，但最終因吸收核心暴走而爆炸，在臨死似乎了解到「愛」的真義。
漫畫77話因智樹在石板的願望而復活，卡俄斯恢復成小女孩的樣貌，而且終於被智樹承認為好孩子。
名字由來為希臘神話的混沌之神。
擁有武裝：
- Absorption Core（吸收核心）：只要卡俄斯擊破一隻人造天使，卡俄斯就可以吸收她的所有力量作自己進化之用，更可多次多次進化，但吸收過多的話便會暴走。
- Zeus Shield（宙斯盾）：所有人造天使中最強的盾牌，但卻遭進化了的阿斯特蕾亞一擊破壞。
- Medusa（抵抗知覺系統）：可製造若干個卡俄斯的幻影。
- Chimera（奇美拉）：威力能與Hephaestus相提並論的大炮。

賽蓮
第六隻未確認生物，第二代水中戰鬥用人造天使η「Siroen」。有如人魚般的身軀可以在水裡自由行動且最低潛水深度為7000米，是已知所有人造天使中潛水深度最低，即使在深海中也不受影響。米諾斯命令下藏於水中試圖將智樹與伊卡洛斯拖進水中暗殺，但被沉在海中的卡俄斯偷襲，用翅膀刺死並被捕食吸收系統吸食。
名字由來為希臘神話的海妖。
歐蕾伽諾
第一代量產型醫療用人造天使「Oregano」。大多用於管理西納普斯的無人街，因為感情被限制的關係，所以很少用言語表達事情。其中一隻在跟著守形利用Dive Game來到地面上，更進一步被守形帶到智樹家，且很黏智樹。但智樹以伙食開銷接近極限為由，而讓美香子將她帶回五月田根家住。
被帶到五月田根家後有了說話的能力，但性格也變得跟美香子一樣腹黑，雖然十分聽伊卡洛斯的話，但是尤其對寧芙特別惡劣，數度把妮姆芙整得七葷八素，本人卻在智樹和伊卡洛斯面前裝出什麼都沒發生的假象，還對寧芙使用蔑稱“昆布”（貧乳）。
據她表示會這麼恨寧芙的原因在於：寧芙經常在被主人毆打後強迫其他奧蕾迦娜聽她唱歌（天國之歌），使得姊妹們傷亡慘重，所以代表所有奧蕾迦娜復仇。
目前似乎是擔任美香子的打手或最終兵器一類的角色，主要武裝是一挺M61火神式機炮和榴彈發射器，似乎有運用人類各種武器的能力。
漫畫72話治療重傷的智樹並傳話後離去。
漫畫77話守候在照顧守形的美香子身邊，世界被智樹恢復後，繼續向寧芙報仇，兩人經常開打。
名字由來於地中海的植物牛至。
伊卡洛斯·梅蘭
第二代戰略用人造天使θ「Ikaros·Melan」，可變翼核心出力與性能比原版少一半，外殼為跟伊卡洛斯一模一樣的身軀。不同的是髮色與羽翼都化成漆黑色的模樣，是米諾斯所追求的「空之女王」。
由於外殼是與卡俄斯相等的第二世代機體，因此擁有不輸卡俄斯的防禦力。第一台現身的伊卡洛斯·梅蘭發射Apollon時，伊卡洛斯以身抵擋並展開Ageis，兩者同歸於盡。此外，天上的主人量產大批伊卡洛斯·梅蘭，以及兩台與寧芺、阿斯特蕾亞相同的梅蘭去襲擊本尊。其後她們全部被進化了的伊卡洛斯Ver.II秒殺，可變翼核心亦被卡俄斯吞食，但還是有數部留於西納普斯。

### 其他人物
櫻井智藏（聲：岩崎浩）
智樹的外公、智代的父親，在智樹回憶中出現（後來則是在天堂），喜好女色，最後被女友刺死的老人，對於智樹以及智代的性格影響重大。
代達羅斯（聲：大龜明日香）
在智樹夢中出現，長著兩對翅膀，上半部面貌不明，在夢中對智樹說「被天空捉走了」的女子，第一世代人造天使的製造者，被稱為西納普斯史上最強的科學家，解開伊卡洛斯的封印並讓她墜入地面，被尊稱為科學者。原先將伊卡洛斯託付的目的似乎是因為希望智樹拯救她，後來因為「天使們似乎都很高興」而開始放棄這個願望，並且流淚說：「請不要忘了我」。語氣彷彿早已認識智樹一樣。在守形入侵西那普斯時曾提供救援。在漫畫55話，天上的主人曾經問到「你不就是想得到櫻井智樹，才把空之女王送過去的嗎？」。
漫畫77話中得知楚原是代達羅斯夢中的身份，最後也去了地上和智樹一起生活，被智樹評為「殺人手刀女X2」。
智樹認為因為代達羅斯是平胸，使她複製出來的楚原設定成爆乳。由於楚原是代達羅斯夢中的身份，所以代達羅斯也能使出「殺人手刀」。
名字由來為希臘神話中的神匠，伊卡洛斯之父。
米諾斯（聲：三木真一郎）
目前為西納普斯的主人，和代達羅斯同樣被稱為天才的科學家，開發大型兵器的能力遠勝代達羅斯，創造了西納普斯最強的防空系統ZEUS（宙斯），外觀有著一頭長金髮卻與代達羅斯一樣臉的上半部面貌不明，第一代人造天使的主人。
個性殘暴，喜好凌虐人造天使，曾命令寧芙將伊卡洛斯帶回，及命令阿斯特蕾亞帶回伊卡洛斯的可變翼核心；經常用廢棄處分作為威脅要求寧芙進行困難的任務。在動畫中觀看失控的卡俄斯攻擊其他三名人造天使時，表現得非常高興，並説「作為墮天使的下場最適合不過了」。
蔑視地面上沒有翅膀之人類，以「蠐螬」（地蟲）稱呼之，曾命令伊卡洛斯大規模虐殺人類以作賭局、命令變成人造天使的風音日和屠殺地上居民。對圍繞在櫻井智樹旁的人造天使抱持著危機感，因此多次派出其他的人造天使進行獵殺任務。
哈比姐妹自爆前說，米諾斯一直以來其實承受著巨大的痛苦，連想和其他居民一起沉睡都辦不到。當哈比姐妹死亡的瞬間，米諾斯跪倒在地上，貌似非常傷心。
漫畫77話和到達西納普斯的智樹戰鬥，被智樹使用伊卡洛斯的可變雙翼系統核心（智樹稱為人造天使的心靈）打倒，但智樹並沒有殺死米諾斯，但米諾斯因不想被智樹憐憫而使用波塞冬自殺，智樹在米諾斯死前對他說：「試試來一次地上」，但米諾斯回答：「癡人說夢」後便傷重而死，最终因智樹在石板的願望而復活，聲稱下次要製造更加強勁的人造天使，但對於先前智樹邀請他到地上的話語產生動搖。
使用的武器為波塞冬（三叉戟）。
名字由來為希臘神話中的克里特之王。
射擊屋的大叔（聲：小杉十郎太）
初次登場在夏日祭典時被五月田根家找來的射靶攤老闆，開設「射的JUDAS」並以高額獎金讓整個小鎮變成生存遊戲戰場的角色，隔年又被五月田根家找來進行類似的活動。
直至現在為止，此角色一共出場五次。
第一次是射擊比賽，最後把智樹擊敗成為最後的勝利者，並和美香子分得一半獎金。
第二次是美式摔角，也是漫畫19話中最後的勝方。
第三次是漫畫32話，和美香子合作在色情釣魚（年輕女性）比賽中取得最後勝利。
第四次是漫畫42話，「彩色小雞對決」中將小雞養成雙槍俠、把與巨大化小雞合體的智樹打回原形（這回無交代勝出者）。
第五次是漫畫51話，「西瓜」的時候，僅僅只有兩格的戲分，協助美香子舉辦「闇鍋大會」活動，本人並不參加。
智樹只要遇到JUDAS有關的活動都會落跑，最後都會被他抓回來。
這角色為作者另一部作品JUDAS-死神狩獵者角色ZERO的客串。
學校的社会老師
智樹的班導兼社会老師，衣著凌亂不堪，被伊卡洛斯用卡片洗腦后，製造有轉校生的記憶。
這角色為作者另一部作品JUDAS-死神狩獵者角色：十二使徒中擁有真實權能的使徒，真實西門的客串。
鳳凰院義經（聲：川田紳司）
鳳凰院家的人，就讀私立學校的角色，第一次出現在文化季，迷上伊卡洛斯的聲音。
家中年收財產100億元，有非常多的女僕跟管家，還有一架私家的噴射機，似乎認識守形家。
因為掀過女生裙子與櫻井智樹成為朋友。
漫畫67話開卡車撞進守形家，想替守形英四郎爭一口氣。
漫畫68話在守形的帳篷中誤觸Dive Game開關進入西那普斯，在逃避梅蘭攻擊時不小心掉下去，但沒死掉。
漫畫73話中得知石板的啓動而趕往那裡，鼓勵守形並替他爭取破解石板的時間，最終身中多炮「Artemis」而死。
漫畫77話因智樹在石板的願望而復活，被智樹評為「私立的笨蛋」。
鳳凰院月乃（聲：壽美菜子）
義經的妹妹，兄控。
竹原（聲：丸山壯史）
智樹學校的數學老師。暑假作業出的題目是屬於東大研究所入學考等級、讓學生們相當苦腦。
英四郎曾說「想以數學家自居的話，就應該出些別出心裁的問題才對。」
經常擔任美香子舉辦各種活動的實況轉播主持人。
文化館的老婆婆（聲：定岡小百合）
動畫第8話中曾經要求智樹要報答小時候換尿片的恩情。
賣菜的大嬸（聲：小菅真美）
動畫第8話中曾追殺智樹的町民，最後被美香子幹掉。
賣魚的小哥（聲：丸山壯史）
動畫第8話第一回空美町生存遊戲中追殺智樹的町民，最後被英四郎跟美香子擊敗。
美少女三人組
漫畫及動畫中經常出現的三女學生，漫畫中，短髮女生中井凛是金髮，娃娃頭柳沢千夏是紅髮，長頭髮的小金井花音是黑髮。動畫中全是黑髮。但看不起櫻井智樹，認為他只是一名好色笨蛋。冷笑智樹的畫面經常出現，但她們只是配角中的配角，沒有甚麼重要的劇分。在漫畫及動畫中，她們是智樹必會偷窺的對象。
動物園的管理員小姐
在漫畫中才出現的動物園管理人員，在漫畫20話時曾被裸體嚇到，44話時也是寧芙歌聲的受害者之一，57話同樣是被智樹偷走衣服的受害者。
文具店的真紀子
漫畫19話參加美香子所舉辦的摔角大賽，但是被智樹的性騷擾攻擊擊敗了，學生時代曾參加過餘業摔角部的社團，57話中同樣是被智樹偷走衣服的受害者。
櫻井智代
智樹的媽媽，漫畫49話以一邊流口水一邊追逐一群女孩子為開頭登場。並提及智樹10歲的時候，她和堤即離家出走了，理由是認為智樹已經是成人可以照顧自己，但還是每月寄生活費給智樹。根據寧芙和阿斯特蕾雅的敘述，根本就是長大版的智子。在和智樹到處搓揉女孩子的胸部以後，一頭撞上堤（智樹則是撞到楚原），之後被堤以手刀制裁。50話再次離家去泡俄羅斯美女，並把智樹的A書（工口書）全當作餞別品帶走了。
第二次出場是在漫畫61話以幫助兒子智樹找老婆為目的出場， 可是脫線做事方法一如既往。而且不論年輕女孩或者是美少年（不含正太）也喜歡， 這方面比智樹有過之而無不及。
每次登場將會把堤弄得很慘，但都會被堤用手刀制裁。
櫻井堤
智樹的爸爸，長得跟智樹很像只差有戴眼鏡，但個性與兒子相差甚大。本身是入贅婚所以婚後改姓櫻井。會用手刀制裁不正經的智代，雖然有時會被智樹的媽媽抓去埋起來，但不知為何每次最後一定出現並制裁智代。
不知名的母女
漫畫50和51話的最後出現，在與智樹第一次見面的時候，裸體的智樹以詭異的光束砲將天上的雨雲驅散後，獲得了母女倆極大的好感。51話的最後，母女倆透過天文用望遠鏡發現被伊卡洛斯轟到月球上搗糕的智樹。另外，也許是因為第一次見面的時候，智樹表現太過於帥氣，所以那位年輕的媽媽內心似乎對智樹有著好感以上的遐想。
原射靶攤的阿伯
只在漫畫中出現，智樹每年都會光顧的射擊屋，但獎品太寒酸被智樹嫌。後面改開章魚燒屋，也被智樹嫌太難吃。之後似乎在經營壽司店。
後面改開炒麵攤，再炒麵上放上蛋糕，被智樹說很難吃，又被哈比姐批評難吃。
美香子舉辦的活動似乎也都會參加。
守形優五
漫畫67話登场，守形英四郎的弟弟，年龄10岁，为守形家的下任当家。
在天降之物的外传作品《全员废柴庄～浴室 厕所和天使都是公用的～》为男主角，年龄20岁，改姓茶山並離家寄宿於廉價公寓。

## 用語
西納普斯（Synapse）
在天空漂浮經常移動的領域，以守形的說法為「新大陸」，通常都會在世界各地飄浮，目前因不明原因停留在智樹所住的空美鎮，裡面居住的角色都長有翅膀，但都不能做夢。高度文明及科技使他們一切欲望都能得到滿足，人類及人造天使都是他們創造出來以自娛。但是長期物質豐盛生活反而使西納普斯人失去生存希望，自殺自殘者不計其數，使西納普斯人口由數億銳減至只有約三千人，多番試圖以「規則」扭轉狀況但沒有作用，大部分的居民眼見自己創造出來玩弄的人類，反而得到一直渴求的幸福，因此選擇陷入沉睡，在夢境中化作人類生活。主要以卡片作為傳送裝置，可以傳送各種物件；一張新式的卡能使用多種能力，一張舊式的卡則對應一種能力。
人造天使（Angeloid）
西納普斯製品，頸部裝有可無限延長鎖鍊的不明生物，具有各種功能。伊卡洛斯、妮姆芙、阿斯特蕾亞為人造天使的第一世代機種，卡俄斯和賽蓮則為第二世代。她們使命是要服從主人命令，所以她們都不能理解「自由」的意義。
人造天使的翅膀碰到水後會變重，所以都不會游泳（賽蓮是注重於水戰，克服無法游泳的例外）。
另因人造天使都不會睡覺，故不會做夢、也不能進入Dive Game（但卡俄斯有入侵夢境的能力）。代達羅斯在劇場版初段中解釋，這設定是希望人造天使們能藉沉睡以外的方式找到幸福。
不同的人造天使的位於耳朵位置部件形狀也不一樣，如日和是由左右兩側三片部件組成。
規則（Rule）
西納普斯中樞所建造的大型石塔，能夠實現任何人的願望，曾多次被西納普斯居民寫下重塑世界的願望，現時已被寫滿而機能停止。
漫畫72話前被智樹他們稱為石板，後於72話得知其名為「規則」。
蠐螬
金龜子的幼蟲，米諾斯和其人造天使形容地上的人的名稱。
宙斯（Zeus）
天上的主人米諾斯所製造，西納普斯最強的防空系統。名字取自希臘神話中的眾神之王。
潘朵拉（Pandora）
代達羅斯為了不讓人造天使受過多的拘束，在第一代人造天使（但第二代的卡俄斯也有）身上安裝讓其（在感情激盪時）能使用的程式。開啟此程式後，人造天使的能力會得到大幅的提升，翅膀形狀也會改變。名字取自希臘神話中的第一個女性。

## 出版書籍
| 冊數 | 角川書店       | 角川書店               | 台灣角川       | 台灣角川               |
| 冊數 | 發售日期       | ISBN                   | 發售日期       | ISBN                   |
| ---- | -------------- | ---------------------- | -------------- | ---------------------- |
| 1    | 2007年9月26日  | ISBN 978-4-04-713973-2 | 2008年11月29日 | ISBN 978-986-174-911-2 |
| 2    | 2007年12月26日 | ISBN 978-4-04-715013-3 | 2009年5月23日  | ISBN 978-986-237-110-7 |
| 3    | 2008年7月26日  | ISBN 978-4-04-715079-9 | 2009年9月30日  | ISBN 978-986-237-282-1 |
| 4    | 2009年1月26日  | ISBN 978-4-04-715164-2 | 2009年11月18日 | ISBN 978-986-237-370-5 |
| 5    | 2009年4月25日  | ISBN 978-4-04-715228-1 | 2010年2月10日  | ISBN 978-986-237-531-0 |
| 6    | 2009年9月25日  | ISBN 978-4-04-715292-2 | 2010年5月13日  | ISBN 978-986-237-673-7 |
| 7    | 2009年10月23日 | ISBN 978-4-04-715301-1 | 2010年7月28日  | ISBN 978-986-237-737-6 |
| 8    | 2010年3月26日  | ISBN 978-4-04-715399-8 | 2010年9月30日  | ISBN 978-986-237-849-6 |
| 9    | 2010年9月25日  | ISBN 978-4-04-715520-6 | 2011年2月9日   | ISBN 978-986-287-051-8 |
| 10   | 2010年10月26日 | ISBN 978-4-04-715545-9 | 2011年5月6日   | ISBN 978-986-287-147-8 |
| 11   | 2011年1月26日  | ISBN 978-4-04-715603-6 | 2011年8月11日  | ISBN 978-986-287-256-7 |
| 12   | 2011年6月4日   | ISBN 978-4-04-715711-8 | 2011年11月25日 | ISBN 978-986-287-448-6 |
| 13   | 2011年11月26日 | ISBN 978-4-04-120008-7 | 2012年3月9日   | ISBN 978-986-287-581-0 |
| 14   | 2012年3月26日  | ISBN 978-4-04-120163-3 | 2012年8月11日  | ISBN 978-986-287-873-6 |
| 15   | 2012年7月26日  | ISBN 978-4-04-120322-4 | 2013年3月15日  | ISBN 978-986-325-235-1 |
| 16   | 2012年10月26日 | ISBN 978-4-04-120442-9 | 2013年5月22日  | ISBN 978-986-325-395-2 |
| 17   | 2013年4月26日  | ISBN 978-4-04-120666-9 | 2013年12月18日 | ISBN 978-986-325-655-7 |
| 18   | 2013年10月26日 | ISBN 978-4-04-120821-2 | 2014年6月13日  | ISBN 978-986-366-010-1 |
| 19   | 2014年2月26日  | ISBN 978-4-04-120976-9 | 2014年10月23日 | ISBN 978-986-366-203-7 |
| 20   | 2014年3月26日  | ISBN 978-4-04-121046-8 | 2015年2月10日  | ISBN 978-986-366-341-6 |

### 相關書籍
插畫集
- 2010年1月1日發售、ISBN 978-4-04-900797-8

小說
著者：神崎玲（神崎リン）、角川Sneaker文庫。第1卷忠實呈現動畫版的情節、第2卷融合動畫原創與部分漫畫情節改編而成。
| 冊數       | 角川書店      | 角川書店               |
| 冊數       | 發售日期      | ISBN                   |
| ---------- | ------------- | ---------------------- |
| 天降之物   | 2010年2月1日  | ISBN 978-4-04-472506-8 |
| 天降之物 f | 2010年10月1日 | ISBN 978-4-04-472507-5 |

衍生四格
- 天降之物PICO（そらのおとしものPICO）

於漫畫雜誌《4格nano Ace（2011年3月9日創刊）》Vol.1號到2012年Vol.11號期間進行連載（最終話於月刊少年Ace2012年5月號刊載）的官方衍生四格漫畫。作畫由ms負責。單行本全1卷。
| 冊數 | 角川書店      | 角川書店               | 台灣角川       | 台灣角川               |
| 冊數 | 發售日期      | ISBN                   | 發售日期       | ISBN                   |
| ---- | ------------- | ---------------------- | -------------- | ---------------------- |
| 全   | 2012年3月26日 | ISBN 978-4-04-120222-7 | 2012年12月12日 | ISBN 978-986-325-109-5 |

## 電視動畫

### 天降之物
《天降之物》為第一季、於2009年10月4日播出，共14話。
2009年10月4日起在神奈川電視台與獨立UHF局播放，DVD預計發售7卷，將會修正部分電視版內容達到「妄想全開版本」。原计划DVD第7卷收录第14话，最後決定改以OVA形式与漫画第9卷同步发售；海外代理版本則有收錄。

#### 工作人員
- 原作：水無月嵩
- 監督：齋藤久
- 系列構成：柿原優子
- 人物設計：渡邊義弘
- 動畫製作：AIC A.S.T.A.
- 製作：空美町發現新大陸部

#### 主題曲
片頭曲
- 「Ring My Bell」（第2話 - 第8話、第10話 - 第12話、OVA/第14話） - 其中第12、14話增加許多音效。另外第11話的主唱是由伊卡洛斯（早見沙織）擔任

作詞：岩里祐穗
作曲・編曲：橋本由香利
歌：blue drops（吉田仁美&伊卡洛斯（早見沙織））
片尾曲
- （第1話、第13話）

作詞：三浦誠司
作曲：糀谷拓土
編曲：水谷廣實
歌：blue drops（吉田仁美&伊卡洛斯（早見沙織））
- （第2話）

作詞：山上路夫
作曲：山本厚太郎
歌：見月楚原（美名）
- （第3話）

作詞：山川啟介
作曲：
歌：伊卡洛斯（早見沙織）、見月楚原（美名）、五月田根美香子（高垣彩陽）、櫻井智樹（保志總一朗）、守形英四郎（鈴木達央）
- （第4話）

作詞：山川啟介
作曲：大野雄二
歌：櫻井智樹（保志總一朗）
- （第5話）

作詞：嘉門達夫、青木一郎
作曲：嘉門達夫
歌：嘉門達夫
- （第6話）

作詞：三浦德子
作曲：筒美京平
歌：寧芙（野水伊織）
- （第7話）

作詞：阿久悠
作曲：三木
歌：伊卡洛斯（早見沙織）、寧芙（野水伊織）、見月楚原（美名）、五月田根美香子（高垣彩陽）、櫻井智樹（保志總一朗）、守形英四郎（鈴木達央）
- （第8話）

作詞：阿久悠
作曲：森田公一
歌：櫻井智樹（保志總一朗）、守形英四郎（鈴木達央）
- 「初恋（日语：初恋 (村下孝蔵の曲)）」（第9話）

作詞、作曲：村下孝藏
歌：伊卡洛斯（早見沙織）、五月田根美香子（高垣彩陽）
- （第10話）

作詞：
作曲：
歌：五月田根美香子（高垣彩陽）、守形英四郎（鈴木達央）
- （第11話）

作詞．作曲：谷村新司
歌：櫻井智樹（保志總一朗）、智子（藤田咲）
- （第12話）

作詞．作曲：中林三惠
歌：伊卡洛斯（早見沙織）
- 「春一番（日语：春一番 (キャンディーズの曲)）」（OVA/第14話）

作詞、作曲：穗口雄右
歌：伊卡洛斯（早見沙織）、寧芙（野水伊織）、見月楚原（美名）
插入曲
- （第10話）

作詞：水無月嵩
作曲．編曲：三浦誠司
歌：櫻井智樹（保志總一朗）
- 「Fallen Down」（第10話）

作詞：水無月嵩
作曲．編曲：
歌：伊卡洛斯（早見沙織）

#### 各話標題
| 話數           | 日文標題 | 中文標題             | 劇本     | 分鏡              | 演出                | 作畫監督          |
| -------------- | -------- | -------------------- | -------- | ----------------- | ------------------- | ----------------- |
| 第1話          |          | 全裸王君臨世界！     | 柿原優子 | 齋藤久            | 齋藤久              | 木村貴宏          |
| 第2話          |          | 飛舞於天空的七彩內褲 | 柿原優子 | 齋藤久            | 奧野耕太            | 松原豐            |
| 第3話          |          | 天使機器人初體驗     | 柿原優子 | 古川順康          | 橋口洋介            | 佐野英敏          |
| 第4話          |          | 愛與三角地帶再現     | 柿原優子 | 齋藤久            | 福田貴之            | 吉田雄一 鷲北恭太 |
| 第5話          |          | 任俠與初夜           | 柿原優子 | 川口理惠          | 東海林真一          | 龜谷響子          |
| 第6話          |          | 泳衣軍團GO!GO!GO!    | 柿原優子 | 齋藤久            | 奧野耕太            | 沈宏              |
| 第7話          |          | 頭腦敏銳少女的轉學生 | 柿原優子 | 古川順康          | 後信治              | 木村貴宏          |
| 第8話          |          | 血鬥為誰存在         | 柿原優子 | 古川順康          | 植田洋一            | 永田正美 松原豐   |
| 第9話          |          | 從謊言開始的妄想劇場 | 柿原優子 | 川口理惠          | 橋口洋介            | 佐野英敏          |
| 第10話         |          | 天使的旋律所指的方向 | 柿原優子 | 東海林真一        | 橋本裕之 秋田谷典昭 | 西澤真也 中原清隆 |
| 第11話         |          | 出征吧！我的澡堂領域 | 柿原優子 | 中村憲由 齋藤久   | 星野真              | 沈宏 永田正美     |
| 第12話         |          | 無法逃脫的螺旋迴廊   | 柿原優子 | 柳澤哲也          | 柳澤哲也            | 柳澤哲也          |
| 第13話         |          | 空之女王             | 柿原優子 | 五十嵐紫樟 齋藤久 | 五十嵐紫樟 奧野耕太 | 木村貴宏 植田洋一 |
| 第14話 （OVA） |          | 桃花源計劃           | 柿原優子 | 古川顺康          | 奥野耕太            | 川村幸祐          |

#### 播放電視台
日本深夜動畫：下文記載的日本国内播放時間使用日本標準時間（UTC+9）表示。因為部分時間标识會採用30小时制，因此請留意这类超过24:00的时间，其實際播放時間為翌日清晨。
| 播放地區 | 播放電視台            | 播放日期                  | 播放时间（UTC+9）          | 所屬電視網    | 備考                                                  |
| -------- | --------------------- | ------------------------- | -------------------------- | ------------- | ----------------------------------------------------- |
| 千葉縣   | 千葉電視台            | 2009年10月4日 - 12月27日  | 星期日 24時00分 - 24時30分 | 獨立UHF放送局 |                                                       |
| 埼玉縣   | 埼玉電視台            | 2009年10月4日 - 12月27日  | 星期日 25時30分 - 26時00分 | 獨立UHF放送局 |                                                       |
| 京都府   | 京都放送              | 2009年10月5日 - 12月28日  | 星期一 25時00分 - 25時30分 | 獨立UHF放送局 |                                                       |
| 神奈川縣 | 神奈川電視台          | 2009年10月5日 - 12月28日  | 星期一 25時15分 - 25時45分 | 獨立UHF放送局 |                                                       |
| 兵庫縣   | SUN電視台             | 2009年10月6日 - 12月29日  | 星期二 24時00分 - 24時30分 | 獨立UHF放送局 |                                                       |
| 福岡縣   | TVQ九州放送           | 2009年10月6日 - 12月29日  | 星期二 25時53分 - 26時23分 | 東京電視網    |                                                       |
| 東京都   | 東京都會電視台        | 2009年10月7日 - 12月28日  | 星期三 25時30分 - 26時00分 | 獨立UHF放送局 |                                                       |
| 愛知縣   | 愛知電視台            | 2009年10月7日 - 12月28日  | 星期三 26時28分 - 26時58分 | 東京電視網    |                                                       |
| 全國放送 | Anime Newtype channel | 2009年10月10日 - 12月31日 | 星期四 12時00分更新        | 網路電視      | 第1話免費播放 第2話以後1星期免費播放 一星期後收費播放 |

### 天降之物f
第二季《天降之物f（forte）》於2010年10月1日播出，共12話。

#### 工作人員
- 原作：水無月嵩
- 監督：齋藤久
- 系列構成、腳本：柿原優子
- 人物設計：渡邊義弘
- 總作画監督：嘉手苅睦、石野聰
- 編集：櫻井崇
- 音樂監督：高橋剛
- 音樂製作：Glovision
- 音樂：
- 動畫製作：AIC A.S.T.A.
- 製作：新大陸發現部Forte

#### 主題曲
片頭曲
- 「Ring My Bell」（第1話）

作詞：岩里祐穗
作曲、編曲：橋本由香利
歌：櫻井智樹（保志總一朗）
- （第2話 - 第12話） - 其中第12話增加許多音效，另外第11話的主唱是由伊卡洛斯（早見沙織）擔任

作詞：岩里祐穗
作曲：古賀友彌
編曲：
歌：blue drops（吉田仁美&伊卡洛斯（早見沙織））
片尾曲
- 「（Piano Version）」（第1話）

作詞：三浦誠司
作曲：糀谷拓土
編曲：水谷廣實
歌：blue drops（吉田仁美&伊卡洛斯（早見沙織））
- 「COSMOS」（第2話）

作詞、作曲：ミマス
歌：blue drops（吉田仁美&伊卡洛斯（早見沙織））
- （第3話）

作詞：石原信一
作曲、編曲：あかのたちお
歌：見月楚原（美名）&五月田根美香子（高垣彩陽）
原曲為70年代女子摔角組合「Beauty Pair」的單曲。
- 「ミラクル・ガイ  」（第4話）

作詞：龍真知子
作曲、編曲：林哲司
歌：阿斯特蕾亞（福原香織）
原曲為電影「少林木人巷」的日本版主題曲。
- 「ff (フォルティシモ)」（第5話）

作詞：松尾由紀夫
作曲、編曲：蓑輪單志
歌：見月楚原（美名）
原曲為單人樂團「Hound Dog」大友康平所唱的單曲「ff (フォルティシモ)」。
- 「ソルジャー‧イン‧ザ‧スペース」（第6話）

作詞：藤川桂介
作曲：山本恭司
編曲：バッハリボリューション
歌：櫻井智樹（保志總一朗）、守形英四郎（鈴木達央）
原曲為動畫「Xボンバー」的主題曲。
- 「帰らざる日のために」（第7話）

作詞：山川啟介
作曲：いずみたく
編曲：森岡賢一郎
歌：櫻井智樹（保志總一朗）、伊卡洛斯（早見沙織）、見月楚原（美名）、守形英四郎（鈴木達央）、五月田根美香子（高垣彩陽）、寧芙（野水伊織）、阿斯特蕾亞（福原香織）
原曲為校園運動連續劇場「われら青春!」的主題曲。
- 「踊り子（日语：踊り子 (村下孝蔵の曲)）」（第8話）

作詞、作曲：村下孝藏
編曲：水谷龍緒
歌：伊卡洛斯（早見沙織）、五月田根美香子（高垣彩陽）
原曲為「村下孝藏」的單曲。
- 「夏のお嬢さん」（第9話）

作詞：笠間ジュン
作曲：佐々木勉
編曲：小六禮次郎
歌：寧芙（野水伊織）
原曲為「榊原郁惠」的單曲。
- 「望郷の旅」（第10話）

作詞：安井 かずみ
作曲：平尾昌晃
編曲：龍崎孝路
歌：櫻井智樹（保志總一朗）、智子（藤田咲）
原曲為歷史劇「助け人走る」的主題曲。由森本太郎與スーパースター演唱。
- 「帰るから（Guitar Version）」（第11話）

作詞：三浦誠司
作曲：糀谷拓土
編曲：水谷廣實
歌：blue drops（吉田仁美&伊卡洛斯（早見沙織））
- 「時代遅れの恋人たち」（第12話）

作詞：山川啟介
作曲：筒美京平
編曲：大村雅朗
歌：伊卡洛斯（早見沙織）、寧芙（野水伊織）、阿斯特蕾亞（福原香織）
原曲為NTV電視劇「ゆうひが丘の総理大臣」的主題曲。中村雅俊所唱。
插入曲
- （第4話）

作詞：水無月嵩
作曲．編曲：長谷川智樹
歌：櫻井智樹（保志總一朗）

#### 各話標題
| 話數   | 日文標題 | 中文標題                        | 劇本     | 分鏡                       | 演出              | 作畫監督                                          |
| ------ | -------- | ------------------------------- | -------- | -------------------------- | ----------------- | ------------------------------------------------- |
| 第1話  |          | 你也脫吧！歸來的全裸王（勇者）  | 柿原優子 | 齋藤久                     | 五十嵐梓樟        | 田中良                                            |
| 第2話  |          | 驚愕！原來天使是暗殺者（巨乳）  | 柿原優子 | 齋藤久                     | 五十嵐梓樟        | 田中良                                            |
| 第3話  |          | 煩惱慾望（尊嚴）之戰            | 柿原優子 | 古川順康                   | 松澤建一 齋藤昭裕 | 澤田讓治                                          |
| 第4話  |          | 死鬥！零下1.4度的溫泉（會戰）   | 柿原優子 | 齋藤久                     | 井硲清高 松本朋之 | 近藤優次                                          |
| 第5話  |          | 天界來的超兄弟（朋友）          | 柿原優子 | 細田雅弘                   | 細田雅弘          | 田中良 杉本光司 柳瀨雅之 菊池政芳                 |
| 第6話  |          | 下決定吧！天堂與地獄（Up Down） | 柿原優子 | 伊藤真朱                   | 高林久弥          | 福田紀之 中原清隆                                 |
| 第7話  |          | 吃西瓜（智樹）                  | 柿原優子 | 齋藤久                     | 高橋幸雄          | 中村深雪                                          |
| 第8話  |          | 響徹天空的天使們（歌姬）之聲    | 柿原優子 | 齋藤久 五十嵐紫樟 田口智久 | 五十嵐紫樟        | 石野聰 新井伸浩 齋藤雅和 柳瀨雅之 西井正典 田中良 |
| 第9話  |          | 激鬥！夢幻垂釣（狂歡節）        | 柿原優子 | 柳澤哲也                   | 柳澤哲也          | 中島美子 皆川隆太郎                               |
| 第10話 |          | 偷窺孔中世界（夢幻境地）        | 柿原優子 | 稻垣隆行                   | 高島大輔          | 澤田讓治                                          |
| 第11話 |          | 幻想哀歌（无差别）的尽头        | 柿原優子 | 山口直樹                   | 鈴木薰            | 植田洋一 川口理惠 杉本光司 菊永千里               |
| 第12話 |          | 向明日展翅飞去的女孩們（Forte） | 柿原優子 | 齋藤久                     | 五十嵐紫樟        | 石野聰                                            |

#### 播放電視台
日本深夜動畫：下文記載的日本国内播放時間使用日本標準時間（UTC+9）表示。因為部分時間标识會採用30小时制，因此請留意这类超过24:00的时间，其實際播放時間為翌日清晨。
| 播放地區 | 播放電視台     | 播放日期                 | 播放时间（UTC+9）          | 所屬電視網    | 備考            |
| -------- | -------------- | ------------------------ | -------------------------- | ------------- | --------------- |
| 埼玉縣   | 埼玉電視台     | 2010年10月1日 - 12月17日 | 星期五 25時00分 - 25時30分 | 獨立UHF放送局 |                 |
| 千葉縣   | 千葉電視台     | 2010年10月4日 - 12月20日 | 星期一 26時00分 - 26時30分 | 獨立UHF放送局 |                 |
| 兵庫縣   | SUN電視台      | 2010年10月4日 - 12月20日 | 星期一 26時10分 - 26時40分 | 獨立UHF放送局 |                 |
| 京都府   | 京都放送       | 2010年10月5日 - 12月21日 | 星期二 25時00分 - 25時30分 | 獨立UHF放送局 |                 |
| 東京都   | 東京都會電視台 | 2010年10月5日 - 12月21日 | 星期二 27時00分 - 27時30分 | 獨立UHF放送局 |                 |
| 神奈川縣 | 神奈川電視台   | 2010年10月6日 - 12月22日 | 星期三 25時45分 - 26時15分 | 獨立UHF放送局 |                 |
| 福岡縣   | TVQ九州放送    | 2010年10月6日 - 12月22日 | 星期三 26時43分 - 27時13分 | 東京電視網    |                 |
| 愛知縣   | 愛知電視台     | 2010年10月7日 - 12月23日 | 星期四 26時28分 - 26時58分 | 東京電視網    |                 |
| 全國放送 | NICONICO動畫   | 2010年10月8日 - 12月24日 | 星期五 12時00分更新        | 網路電視      | 最新話1週內免費 |

### 海外播出
《天降之物》、《天降之物f》由日方授權美國Crunchyroll網站進行海外聯播。

## 剧场版

### 第1作
《天降之物 計時的悲伤女神》，于2010年11月10日在《月刊Newtype》（月刊ニュータイプ）2010年12月号宣布制作剧场版，2011年6月25日公映（於2012年1月6日（五）在台上映），故事内容为风音日和的故事，部分剧情和漫画中的风音日和的故事不同。

### 第2作
《天降之物Final 我永遠的鳥籠》（又譯作：天降之物 Final 永遠的我的鳥籠），是「天降之物」系列第二次改編為劇場版電影，同時也設定為所有動畫系列的完結篇，故事將圍繞在伊卡洛斯的「戰略用人造天使」身份。於2014年4月26日上映。制作公司更改為Production IMS。

## 游戏
- 2010年3月25日在PlayStation Portable平台上推出AVG游戏《天降之物 怦然心動的暑假》（そらのおとしもの ドキドキサマーバケーション）。
- 2011年1月27日在任天堂DS平台上推出AVG游戏《天降之物F Dreamy Season》（そらのおとしものf（フォルテ） Dreamy Season）。

## 外部連結
- 天降之物動畫官方網站（页面存档备份，存于）（日語）
- 水無月漫畫網站（日語）